# Liste des revues et magazines de cinéma
La liste des revues et magazines de cinéma recense les noms des principales publications de cinéma à travers le monde. 

## Périodiques par pays

### Allemagne
- Epd Film (depuis 1984)
- Revolver (depuis 1998)

### Belgique
- Ciné-presse (depuis 1955)
- Ciné-Télé-Revue (depuis 1944)

### Brésil
- A Scena Muda (disparu en 1955)

### Canada
- 24 images (depuis 1987)
- Ciné-Bulles (depuis 1982)
- Cinémas (depuis 1990)
- Nouvelles Vues (depuis 2003)
- Séquences (depuis 1955)
- Revue du Cinéma Outremont (disparu)

### Espagne
- Cinemanía (depuis 1995)
- Fotogramas (depuis 1946)

### États-Unis
- Animation World Network (depuis 1996)
- BoxOffice (depuis 1920)
- Cinefantastique (depuis 1967)
- Cinema Journal (depuis 1967)
- Fangoria (depuis 1979)
- Film Quarterly (depuis 1945)
- Film Threat (depuis 1996)
- Filmmaker (depuis 1992)
- Motion Picture Herald (disparu en 1973)
- Screen International (depuis 1976)
- Photoplay (depuis 1980)
- The Moving Picture World (disparu en 1927)

### France

#### Magazines papier grand public actuels
- Cahiers du cinéma (depuis 1951), deuxième en termes de vente[1]
- Cinemateaser (depuis 2011)
- La Septième Obsession (depuis 2015)
- L'Écran fantastique (depuis 1968)
- Mad Movies (depuis 1972)
- Positif (depuis 1952)
- Première (depuis 1976), premier en termes de vente[1]
- So Film (depuis 2012)

#### Magazines papier professionnels actuels
- Écran total (depuis 1995)
- Le Film français (depuis 1944)

#### Revues papier actuelles
- 1895 : revue d'histoire du cinéma (depuis 1984)
- Blink Blank, la revue du film d'animation (depuis 2020)
- Apache (depuis 2020)
- Bref (depuis 1989)
- Cinémas d'Amérique latine (depuis 2012)
- FrenchMania (depuis 2020)
- Images documentaires (depuis 1993)
- Jeune Cinéma (depuis 1964)
- L'Art du cinéma (depuis 1993)
- L'Avant-scène cinéma (depuis 1961)
- Petit Cri (depuis 2020)
- Répliques (depuis 2012)
- Revus & Corrigés (depuis 2018)
- Rockyrama (depuis 2012)
- Sorociné (depuis 2021)
- Super Seven Mag (depuis 2021)
- Tsounami (depuis 2022)

#### Revues en ligne actuelles
- Critikat (depuis 2004)
- Débordements (depuis 2012)
- Éclipses (depuis 1987)
- Les Fiches du cinéma (depuis 1934)
- Super Seven (depuis 2019)
- Trois couleurs (depuis 2007)

#### Anciens magazines et revues papier
- Admiranda (disparu en 1996)
- L'Âge du cinéma (disparu en 1952)
- Artsept (disparu en 1963)
- Archives (disparu en 2019)
- Balthazar (disparu en 2003)
- Brazil (disparu en 2011)
- Bulletin de l'IDHEC (disparu en 1948)
- Chronic'art (disparu en 2014)
- Ciné Critiques films (disparu en 1986)
- Ciné Live (disparu en 2009)
- Ciné-Mondial (disparu en 1944)
- Ciné News (disparu en 1994)
- Ciné pour tous (disparu en 1923)
- Ciné Zine Zone (disparu en 2003)
- Ciné-Bazar (disparu en 2020)
- Cinéa (disparu en 1932)
- Cinégraphie (disparu en 1928)
- Cinéisme (disparu en 1953)
- Cinéma (disparu en 1999)
- Cinéma (disparu en 2008)
- Cinémaction (disparu en 2019)
- Cinémagazine (disparu en 1935)
- Cinémathèque (disparu en 2003)
- Cinématographe (disparu en 1987)
- Cinémonde (disparu en 1971)
- Cinergon (disparu en 2010)
- Cinétrange (disparu en 2011)
- Cinévie (disparu en 1948)
- Climax cinéma magazine (disparu en 2009)
- Contre Bande (disparu en 2010)
- Contre-Champ (disparu en 1964)
- CUT, la revue cinéma (disparu en 2016)
- Écran (disparu en 1979)
- Écrans d'Afrique (disparu en 1998)
- Écrans d'Asie (disparu en 2010)
- Entrelacs (disparu en 2021)
- Fantastyka (disparu en 2003)
- Filmographe - Loisirs et culture (disparu en 1982)
- Films et Documents (disparu en 1992)
- Horizons du fantastique (disparu en 1975)
- La Cinématographie française (disparu en 1966)
- La Gazette du cinéma (disparu en 1950)
- La Méthode (disparu en 1963)
- La Petite Illustration Cinématographique (disparu en 1931)
- La Revue française de photographie et de cinématographie (disparu en 1940)
- La Revue du cinéma (disparu en 1949)
- La Revue du cinéma (disparu en 1994)
- Le Film (disparu en 1944)
- Le Technicien du film (disparu en 2008)
- L'Écran (disparu en 1958)
- L'Écran français (disparu en 1952)
- Les Cahiers de la Cinémathèque (disparu en 2008)
- Midi minuit fantastique (disparu en 1970)
- Miroir du cinéma (disparu en 1965)
- Mon ciné (disparu en 1937)
- Mon film (disparu en 1967)
- Mondes du cinéma (disparu en 2016)
- Muet (disparu en 1973)
- Photofilm (disparu en 1980)
- Pour vous (disparu en 1940)
- Premier Plan (disparu en 1970)
- Présence du cinéma (disparu en 1967)
- Raccords (disparu en 1951)
- Saint-Cinéma des Près (disparu en 1950)
- Score (disparu en 2007)
- Simulacres (disparu en 2002)
- Starfix (disparu en 2001)
- Studio Ciné Live (disparu en 2018)
- Studio Magazine (disparu en 2009)
- Tausend Augen (disparu en 2009)
- Téléciné (disparu en 1978)
- Torso (disparu en 2015)
- Toxic (disparu en 1990)
- Trafic (1991-2021)
- Travelling (disparu en 1980)
- Versus (disparu en 2015)
- Vertigo (disparu en 2015)
- VO (disparu en 1995)
- Zeuxis (disparu en 2007)

### Inde
- Filmfare (depuis 1952)

### Italie
- Ciak (depuis 1985)
- Nocturno (depuis 1994)
- Segnocinema (depuis 1981)

### Japon
- Kinema Junpō (depuis 1919)
- Kinema Record (disparu en 1917)

### Royaume-Uni
- Empire (depuis 1989)
- Monthly Film Bulletin (disparu en 1991)
- SFX (depuis 1991)
- Sight and Sound (depuis 1932)
- Total Film (depuis 1997)

### Russie
- Iskoustvo Kino (depuis 1931)
- Sovietski ekran (disparu en 1998)

### Suisse
- Décadrages (depuis 2003)